# Micrurus tener
Micrurus tener е вид змия от семейство Elapidae.

## Разпространение
Видът е разпространен в Мексико и САЩ.